# Сурове (Мазовецьке воєводство)
Сурове (пол. Surowe) — село в Польщі, у гміні Чарня Остроленцького повіту Мазовецького воєводства.
Населення — 991 особа (2011).
У 1975-1998 роках село належало до Остроленцького воєводства.

## Демографія
Демографічна структура станом на 31 березня 2011 року:
|          | Загалом | Допрацездатний вік | Працездатний вік | Постпрацездатний вік |
| -------- | ------- | ------------------ | ---------------- | -------------------- |
| Чоловіки | 511     | 141                | 324              | 46                   |
| Жінки    | 480     | 126                | 247              | 107                  |
| Разом    | 991     | 267                | 571              | 153                  |